# Hiddinghausen
Hiddinghausen ist ein Stadtteil von Sprockhövel im Ennepe-Ruhr-Kreis, Nordrhein-Westfalen. Bis 1970 war Hiddinghausen eine eigenständige Landgemeinde im Amt Haßlinghausen.

## Geschichte
Hiddinghausen wurde erstmals um 1150 mit Grevo de Heddinchuson im Urbar der Reichsabtei Werden urkundlich erwähnt. Der Ort gehörte im Spätmittelalter und der Frühen Neuzeit in eigener Bauerschaft (Hyddynkhusen buyr) im Amt Wetter und Hochgericht Schwelm zur Grafschaft Mark. Laut dem Schatzbuch der Grafschaft Mark von 1486 hatten die 7 Steuerpflichtigen in der Bauerschaft zwischen ein Goldgulden und 15 Goldgulden an Abgabe zu leisten. Im Jahr 1705 waren in der vergrößerten Hiddinghauser Baurschafft 18 Steuerpflichtige mit Abgaben an die Rentei Wetter im Kataster verzeichnet.
Die Deutung des Ortsnamens kann mit bei den Häusern der Leute des/der Hiddi/Hiddo/Hiddả umschrieben werden.

### Groß- und Klein-Hiddinghausen (Hiddinghausen I und II)
Das Gebiet der späteren Gemeinde Hiddinghausen war ursprünglich auf die zwei selbstständige Gemeinden Groß-Hiddinghausen (östlich der Elberfeld-Wittener Kohlestraße, heute Landesstraße 525) und Klein-Hiddinghausen (westlich der Straße) aufgeteilt. Das zentrale Straßendorf Hiddinghausen, Titularort der beiden Gemeinden, wurde durch die Straße verwaltungstechnisch in zwei Ortsbereiche geteilt, die je nach Straßenseite entweder in der einen oder in der anderen Gemeinde lagen. Die Häuser auf der Ostseite der Straße wurden zur Unterscheidung Hiddinghausen I genannt, die auf der Westseite Hiddinghausen II. Diese Bezeichnung der beiden Ortsteile Hiddinghausens gingen im Lauf der Zeit auf die jeweils gesamte Gemeinde inklusive des Hinterlandes über. Daher wurde vor allem in späterer Zeit Groß-Hiddinghausen als Hiddinghausen I und Klein-Hiddinghausen als Hiddinghausen II bezeichnet.
1818 besaß die Landgemeinde Klein-Hiddinghausen 74 Einwohner, Groß-Hiddinghausen 186 Einwohner. 1839 werden für Klein-Hiddinghausen 161 und für Groß-Hiddinghausen 466 Einwohner gezählt. Klein-Hiddinghausen besaß zu dieser Zeit 23 Wohnhäuser in acht Wohnplätzen, Groß-Hiddinghausen 65 Wohnhäuser, eine Schule und ein öffentliches Gebäude am Rennebaum, die sich auf insgesamt 15 Wohnplätze verteilten.
Groß-Hiddinghausen gehörte zum Amt Haßlinghausen, Klein-Hiddinghausen zum Amt Sprockhövel. Beide Gemeinden gehörten zunächst dem Kreis Hagen an, 1887 wechselten sie in den neu geschaffenen Kreis Schwelm. In der Flächenaufstellung der Provinz Westfalen 1897 besaß die Gemeinde Hiddinghausen I eine Fläche von 3,53 km². Hiddinghausen II war 2,27 km² groß.
Zu Klein-Hiddinghausen gehörten die Orte und Wohnplätze Hiddinghausen II, Busche, Dahle, Egge, Hasenberg, Krüner, Siepen und Sonnenschein. Zu Groß-Hiddinghausen gehörten die Orte und Wohnplätze Hiddinghausen I, Röllinghof, Scheideweg, Am Schacken, Am Zippe, Ostholt, Leveringhausen, Erlen, Merlinghausen, Rennebaum, Auf der Scheidung, Am Schloppe, Im Langenbruch, Hünninghausen und Am Uhlenbarth.
Am 1. August 1929 wurden beide Gemeinden in den neuen Ennepe-Ruhr-Kreis übernommen und am 1. April 1937 zur Gemeinde Hiddinghausen zusammengeschlossen und dem Amt Haßlinghausen angegliedert.

### Gemeinde Hiddinghausen
Die Gemeinde Hiddinghausen existierte vom 1. April 1937 bis zu ihrer Eingliederung in die Gemeinde Sprockhövel am 1. Januar 1970.
Am 6. Juni 1961 (Tag der Volkszählung) hatte Hiddinghausen 1371 Einwohner. Diese lebten auf 5,83 km².
Am 1. Januar 1970 wurde Hiddinghausen mit nunmehr 1440 Einwohnern nach den Bestimmungen des Gesetzes zur Neugliederung des Ennepe-Ruhr-Kreises vom 16. Dezember 1969 (GV NW S. 940) in die Stadt Sprockhövel eingemeindet.